# Hospozín
Hospozín är en ort i Tjeckien.   Den ligger i regionen Mellersta Böhmen, i den centrala delen av landet, 30 km nordväst om huvudstaden Prag. Hospozín ligger 198 meter över havet och antalet invånare är 528.
Terrängen runt Hospozín är huvudsakligen platt. Hospozín ligger nere i en dal.Runt Hospozín är det tätbefolkat, med 493 invånare per kvadratkilometer. Närmaste större samhälle är Kladno, 18,4 km söder om Hospozín. Trakten runt Hospozín består till största delen av jordbruksmark.